# Russells tepotte
Russells tepotte eller den himmelske tepotte (eng. Russell's teapot eller celestial/cosmic teapot) er en analogi fremsat af filosoffen Bertrand Russell. Analogien er et argument mod det synspunkt, at det er en skeptikers opgave at modbevise religiøse dogmer snarere end den troendes opgave at bevise dem.
Analogien blev fremført i en artikel med titlen “Findes der en gud?”, der blev antaget af tidsskriftet Illustrated i 1952, men dog aldrig trykt:
| Citat | Hvis jeg fremførte, at der mellem Jorden og Mars skulle findes en porcelænstepotte, som kredser om Solen i en elliptisk bane, da ville ingen kunne modbevise mit udsagn, forudsat at jeg var omhyggelig med at tilføje, at tepotten er for lille til at kunne ses med selv vores kraftigste teleskoper. Men hvis jeg fortsatte med at sige, at eftersom mit udsagn ikke kan modbevises, er det uacceptabelt overmod fra den menneskelige forstands side at forsøge at betvivle det, da skulle jeg med rette anses for at vrøvle. Hvis eksistensen af en sådan tepotte derimod var bekræftet af antikke bøger, forkyndt som den hellige sandhed hver søndag og indprentet i børns hjerner i skolen, da ville tøven med at tro på dens eksistens blive opfattet som et udtryk for excentricitet, og tvivleren ville vække opmærksomhed hos psykiatere i en oplyst tid eller inkvisitorer i en tidligere. | Citat |
|       | |       |

Russells tepotte nævnes hyppigt i debatter om ateisme og agnosticisme.
I sine bøger A Devil's Chaplain (2003) og The God Delusion (2006), har Richard Dawkins brugt Russells tepotte som en analogi for argumentet mod, hvad han kalder et "agnostisk forlig" (agnostic conciliation).
Carl Sagan brugte tepotten i kapitlet "The Dragon in My Garage" ("Dragen i min garage") i sin bog The Demon-Haunted World, hvori han skriver: "Din manglende evne til at afkræfte min hypotese, er ikke det samme som at bevise, det er sandt." ("Your inability to invalidate my hypothesis is not at all the same thing as proving it true.")